# Flupentixolo
Il flupentixolo 20 è un farmaco antipsicotico appartenente alla classe dei tioxanteni, dotato di proprietà simili a quelle delle fenotiazine.

## Meccanismo di azione
Il meccanismo principale dell'azione antipsicotica del farmaco è riconducibile al blocco dei recettori dopaminergici (D1 e D2) a livello del sistema mesolimbico; il blocco degli stessi recettori a livello nigro-striatale è responsabile degli effetti extrapiramidali. Il farmaco presenta anche altri effetti a livello del sistema nervoso centrale: esso blocca i recettori dopaminergici a livello della chemoreceptor trigger zone (effetto antiemetico) e agisce sull'ipotalamo incrementando la secrezione di prolattina. Presenta anche proprietà anticolinergiche a livello dei recettori muscarinici ed è inoltre un antagonista dei recettori a- e a1-adrenergici, dei recettori della 5-idrossitriptamina e dei recettori dell'istamina. 

## Forme
Il flupentixolo esiste nelle due forme isomere cis e trans. La forma cis è dotata di attività antipsicotica 1000 volte più potente della forma trans. Il flupentixolo clinicamente è un neurolettico caratterizzato da un effetto antipsicotico e antiallucinatorio, da un effetto antinibitorio generale, da un effetto antidepressivo, da un effetto sedativo (a dosi elevate), da proprietà anticolinergiche.

## Farmacocinetica
Il flupentixolo cloridrato viene rapidamente assorbito dal tratto gastrointestinale. Il picco di concentrazione plasmatica viene raggiunto circa 2-6 ore dopo la somministrazione orale. Il legame con le proteine plasmatiche è superiore al 95%. Il flupentixolo decanoato viene lentamente assorbito dal sito muscolare d'iniezione e, una volta nel sangue, viene idrolizzato con liberazione di flupentixolo e acido decanoico. Circa il 40% del farmaco va incontro a metabolismo epatico da primo passaggio; per questa ragione le sue concentrazioni plasmatiche, dopo somministrazione di una dose orale, sono molto più basse rispetto alle concentrazioni stimate in seguito alla somministrazione di una dose equivalente della preparazione depot. 
Il volume di distribuzione è di 14 l/kg. L'emivita plasmatica risulta di 35 ore dopo somministrazione orale di flupentixolo cloridrato e di 17 giorni dopo iniezione di flupentixolo decanoato. 
I metaboliti del farmaco, ottenuti per sulfossidazione, N-dealchilazione e coniugazione con acido glucuronico, sono farmacologicamente inattivi e vengono escreti sia nelle urine che con le feci. Il flupentixolo viene secreto nel latte materno ed attraversa la placenta.

## Usi e somministrazione
Il flupentixolo è impiegato nella schizofrenia (terapia di mantenimento), nel controllo dei sintomi psicotici acuti, nel trattamento degli stati depressivi di tipo moderato, in altre condizioni cliniche caratterizzate da disordini psicosomatici e della personalità e da disordini comportamentali nel bambino.
Il flupentixolo viene somministrato per via orale come cloridrato e per via parenterale come decanoato. La preparazione orale di flupentixolo è una miscela dei due isomeri (cis e trans), mentre per la preparazione iniettabile depot (flupentixolo decanoato) viene utilizzata solo la forma cis. Nel trattamento delle psicosi la dose orale di cloridrato equivale a 3-9 mg di flupentixolo da somministrare due volte al giorno (dose massima raccomandata: 18 mg/die). Nel trattamento delle psicosi di tipo cronico si somministra l'estere decanoato partendo da una dose iniziale di prova di 20 mg (1 ml di soluzione oleosa al 2%). In base alla risposta del paziente nei 5-10 giorni successivi, alla dose prova si possono far seguire dosi di 20-40 mg ad intervalli di 2-4 settimane. Sempre in base alla risposta del paziente possono risultare necessari dosaggi superiori ai 40 mg che dovrebbero essere somministrati in due dosi da iniettare in due siti distinti. Nel trattamento degli stati depressivi il flupentixolo cloridrato si somministra per via orale a dosi iniziali equivalenti a 1 mg di flupentixolo al giorno; tale dose può essere aumentata fino ad un massimo di 3 mg al giorno. Agli anziani dovrebbero essere somministrati dosaggi ridotti.

## Effetti collaterali e precauzione
Si possono osservare sedazione e sonnolenza, sintomi parkinsoniani come rigidità e tremore, discinesia precoce caratterizzata da torcicollo spasmodico e trisma. In seguito a trattamenti prolungati si possono manifestare discinesie tardive caratterizzate da movimenti involontari che interessano la lingua, la bocca e la mandibola. A livello vegetativo si può manifestare ipotensione ortostatica ed una serie di effetti atropino-simili: stipsi, disturbi dell'accomodamento, ritenzione urinaria e xerostomia. A livello endocrino la somministrazione del farmaco può causare amenorrea, galattorrea, ginecomastia e iperprolattinemia. In seguito a trattamento con flupentixolo sono stati descritti anche casi di disfunzioni sessuali con perdita della libido e difficoltà di erezione. Anche il flupentixolo, così come gli altri farmaci antipsicotici, può raramente dar luogo alla sindrome neurolettica maligna caratterizzata da ipertermia, ipertonicità della muscolatura scheletrica, instabilità del sistema autonomo periferico (alterazioni della pressione arteriosa, tachicardia, disritmie cardiache).
Il flupentixolo è controindicato negli stati comatosi, nelle intossicazioni da alcool, barbiturici ed oppiacei (in quanto può potenziare gli effetti deprimenti sul SNC), in caso di patologie cardiovascolari gravi, insufficienza renale ed epatica, malattia di Parkinson (nel qual caso, per effetto del blocco dopaminergico, si può assistere ad un serio peggioramento della sintomatologia). Per le sue caratteristiche eccitanti il flupentixolo deve essere somministrato con cautela nei pazienti molto agitati e iperattivi. Il farmaco non deve essere somministrato in gravidanza e durante l'allattamento. Il flupentixolo può influenzare la capacità di reazione e per questo deve essere somministrato con cautela in tutte quelle situazioni nelle quali è richiesta una particolare attenzione (es. guida di un autoveicolo).
Il sovradosaggio da flupentixolo si manifesta con sonnolenza, coma, reazioni extrapiramidali, convulsioni, shock, ipertermia o ipotermia. Il trattamento è sintomatico e di supporto. Immediatamente dopo l'ingestione dovrebbe essere effettuata una lavanda gastrica e dovrebbe essere somministrato carbone attivo. Non esiste un antidoto specifico.
Il flupentixolo, essendo un antagonista della dopamina, non deve essere somministrato contemporaneamente a levodopa che invece potenzia gli effetti della dopamina. Il concomitante uso di altri antagonisti della dopamina, metoclopramide o domperidone, aumenta il rischio di effetti extrapiramidali. È inoltre sconsigliata la somministrazione concomitante di antiipertensivi (effetto additivo), altri deprimenti del SNC (es. morfina e derivati, barbiturici, benzodiazepine), antidepressivi triciclici (interferenza metabolica), antistaminici H1, atropina e suoi derivati (somma degli effetti), captopril ed enalapril (effetto additivo).
Proprietà chimico-fisiche: Polvere cristallina di colore bianco o bianco-giallognolo. Solubile in acqua e in alcool; molto poco solubile in cloroformio e praticamente insolubile in etere. 
Identificazione: la sostanza, in soluzione acquosa acida, assorbe nell'UV alla lunghezza d'onda di 230 nm. Lo spettro IR, registrato in KBr, mostra assorbimenti identici a quelli di uno standard di riferimento (1119, 1320, 1160, 1081, 1253, 1287 cm1). Lo spettro di massa presenta frammenti principali a 143, 70, 100, 144, 42, 98, 58, 56 m/z. Esame TLC su piastre ricoperte di gel di silice G, 250 µ di spessore, impregnate di potassio idrossido soluzione metanolica 0,1 M; eluente: metanolo/ammoniaca concentrata (100/1,5); rivelante: soluzione iodoplatinica acida; Rf=0,62. 5) Esame HPLC. Colonna Spherisorb S5W, 5 µ, 12,5 cm x 4,9 mm; eluente: ammonio perclorato 0,01 M in 1000 ml di metanolo, portato a pH 6,7 per aggiunta di 1 ml di sodio idrossido 0,1 M in metanolo; k'=1,2.